# Hitoshi Igarashi
Hitoshi Igarashi (五十嵐 一, Igarashi Hitoshi), né le 10 juin 1947 à Niigata (Japon occupé) et mort le 11 ou le 12 juillet 1991 à Tsukuba (Japon), est un érudit japonais spécialiste de la littérature et de l'histoire arabe et perse et traducteur en japonais du roman de Salman Rushdie Les Versets sataniques, ce qui lui a probablement coûté la vie.

## Biographie

### Jeunesse et éducation
Igarashi est né en 1947. Il a obtenu son diplôme de doctorat en art islamique à l'université de Tokyo en 1976, et a été nommé chercheur de l'Académie royale d'Iran ; il y est resté jusqu'à la révolution islamique en 1979.

### Carrière
Igarashi est professeur associé de culture islamique comparative à l'université de Tsukuba.
Il a traduit en japonais le Canon d'Avicenne et Les Versets sataniques de Salman Rushdie et a écrit des livres sur l'islam, dont The Islamic Renaissance et Medicine and Wisdom of the East.

### Mort

#### Contexte
Le 14 février 1989, le chef d'État iranien Rouhollah Khomeini émet un avis juridique (fatwa) condamnant à mort Salman Rushdie et les personnes impliquées dans la publication de son livre Les Versets sataniques, jugé blasphématoire dans une bonne partie du monde musulman. Début 1990, Igarashi entreprend de traduire l'ouvrage en japonais et défend cette décision dans les colonnes du Chūōkōron. Malgré les menaces qui pèsent sur sa personne (le président de l'association des résidents pakistanais au Japon (en) Rais Siddiqui affirme le vouloir mort), il refuse toute protection policière, sans se sentir en sécurité pour autant. C'est en tout cas ce que semble indiquer un passage d'un poème en quatrain sur la bataille de Dan-no-ura retrouvé dans un tiroir de son bureau.  

#### Assassinat
Le 12 juillet 1991, Hitoshi Igarashi est retrouvé mort en face d'un ascenseur du sixième étage du bâtiment des sciences humaines et sociales de l'université de Tsukuba par son collègue Takeshi Tsuchimoto (ja). Sa dépouille présente deux entailles au niveau du cou, une à droite et une à gauche, chacune suffisamment profonde pour lui avoir sectionné l'artère carotide. D'autres blessures par arme blanche sont à signaler notamment au niveau du thorax et de l'abdomen, où le foie est partiellement atteint. L'autopsie permet de déterminer qu'Igarashi est mort entre le 11 à 22 heures et le 12 juillet à 1 heure. Certains indices sont relevés sur la scène de crime, notamment des traces de sang de type O (étant donné qu'il ne s'agit pas du groupe sanguin d'Igarashi, la police suppose que c'est celui de son assassin) et des empreintes de pas correspondant à des chaussures de kung-fu de manufacture chinoise d'une longueur de 27,5 cm. 

#### Théories
Le 11 juillet 2006, le délai de prescription pour meurtre en droit pénal japonais est franchi sans qu'aucune personne n'ait été assignée devant un tribunal pour celui d'Igarashi, qui reste à ce jour considéré comme un cold case. Il existe cependant plusieurs théories sur l'identité de son auteur. 
Selon l'ancien agent de la CIA Kenneth M. Pollack (en), le meurtre serait l'œuvre du corps des Gardiens de la révolution islamique.
Selon « un rapport confidentiel des autorités de sureté » que le Shūkan Bunshun (en) a pu se procurer en 1998, le suspect numéro 1 serait un ressortissant bangladais qui étudiait à l'université de Tsukuba au moment des faits et qui, le jour de la découverte de la dépouille, se serait rendu à l'aéroport international de Narita pour retourner à Dacca. Le gouvernement japonais aurait interrompu l'enquête à son sujet de peur d'une réaction hostile des pays musulmans, notamment en cas de demande d'extradition. 